# Archipelag Rimskiego-Korsakowa
Archipelag Rimskiego-Korsakowa (ros. Архипелаг Римского-Корсакова) – grupa sześciu niewielkich wysp (Bolszoj Pelis, Stienina, Matwiejewa, De-Liwrona, Gildebrandta, Durnowo) i kilku małych okruchów skalnych w Zatoce Piotra Wielkiego, 70 km na południowy wschód od Władywostoku. Powierzchnia wszystkich wysp to łącznie ok. 6 km², wyspy nie są zamieszkane.
Archipelag odkryli w 1851 roku francuscy wielorybnicy.
Cały archipelag znajduje się na terenie Dalekowschodniego Morskiego Rezerwatu Biosfery.